# U-211
U-211 — средняя немецкая подводная лодка типа VIIC времён Второй мировой войны.

## История
Заказ на постройку субмарины был отдан 16 октября 1939 года. Лодка была заложена 29 марта 1941 года на верфи «Германиаверфт» в Киле под строительным номером 640, спущена на воду 15 января 1942 года. Лодка вошла в строй 7 марта 1942 года под командованием оберлейтенанта Карла Хаузе.

### Флотилии
- 7 марта — 31 августа 1942 года — 5-я флотилия (учебная)
- 1 сентября 1942 года — 19 ноября 1943 года — 9-я флотилия

### История службы
Лодка совершила 5 боевых походов. Потопила одно судно водоизмещением 11 237 брт, один военный корабль водоизмещением 1 350 тонн, повредила 2 судна суммарным водоизмещением 20 646 брт. Потоплена 19 ноября 1943 года к востоку от Азорских островов, в районе с координатами 40°15′ с. ш. 19°18′ з. д. глубинными бомбами с британского самолёта типа «Веллингтон». 54 погибших (весь экипаж).

### Волчьи стаи
U-211 входила в состав следующих «волчьих стай»:
- Vorwдrts 27 августа — 26 сентября 1942
- Panzer 29 ноября 1942 года — 11 декабря 1942
- Raufbold 15 — 22 декабря 1942
- Trutz 1 июня — 16 июня 1943
- Trutz III 16 июня — 2 июля 1943
- Geier II 2 июля — 15 июля 1943

### Атаки на лодку
- 20 февраля 1943 года к востоку от Ирландии лодка была атакована американским самолётом типа «Либерейтор», сбросившим 6 бомб. Получившая серьёзные повреждения U-211 была вынуждена вернуться на базу для ремонта.
- 15 мая 1943 года в Бискайском заливе выходящая в море лодка была атакована британским самолётом типа Whitley, который сбросил три бомбы. Лодка отделалась лёгкими повреждениями.

Эта лодка была оснащена шноркелем.